# Калчинате дел Пеше (Варезе)
Калчинате дел Пеше је насеље у Италији у округу Варезе, региону Ломбардија.
Према процени из 2011. у насељу је живело 958 становника. Насеље се налази на надморској висини од 263 м.